# كريس دوريداس
كريس دوريداس (بالإنجليزية: Chris Douridas)‏ مواليد 20 سبتمبر 1962، هو ممثل أمريكي.

## الأعمال
- فلاكد
- كابتن فانتاستيك
- السيد بيبودي وشيرمان
- في عالم
- ميجامايند
- شريك 4
- الوحوش ضد الفضائيين
- سجلات نارنيا: الأمير قزوين
- المرأة
- عبر السياج

## روابط خارجية
- كريس دوريداس على موقع IMDb (الإنجليزية)
- كريس دوريداس على موقع ألو سيني (الفرنسية)
- كريس دوريداس على موقع ميوزك برينز (الإنجليزية)
- كريس دوريداس على موقع أول موفي (الإنجليزية)
- كريس دوريداس على موقع قاعدة بيانات الأفلام السويدية (السويدية)
- كريس دوريداس على موقع ديسكوغز (الإنجليزية)
- كريس دوريداس على موقع قاعدة بيانات الفيلم (الإنجليزية)
- كريس دوريداس على موقع كينوبويسك (الروسية)